# Paris La Défense Arena
El Paris La Défense Arena és un estadi cobert situat a Nanterre, prop de l'Arc de la Défense, als suburbis occidentals de París. Fou inaugurat el 16 d'octubre de 2017.
És la segon pavelló esportiu més gran de França, després de l'Estadi Pierre-Mauroy de Lilla, amb una capacitat màxima de 40.000 places per a concerts. Fins al 2024 era l'estadi resident del Racing Métro 92, un club de rugbi a 15 de la regió Illa de França que juga al Campionat de França de rugbi a 15, des de desembre 2017. El primer esdeveniment que va acollir va ser un concert dels Rolling Stones el 19 d'octubre de 2017..Amb la celebració dels Jocs Olímpics de París 2024 ha estat a seu de les competicions de natació als Jocs Olímpics d'Estiu de 2024 així com la fase final del waterpolo durant els Jocs.

## Història

### Projecte de construcció

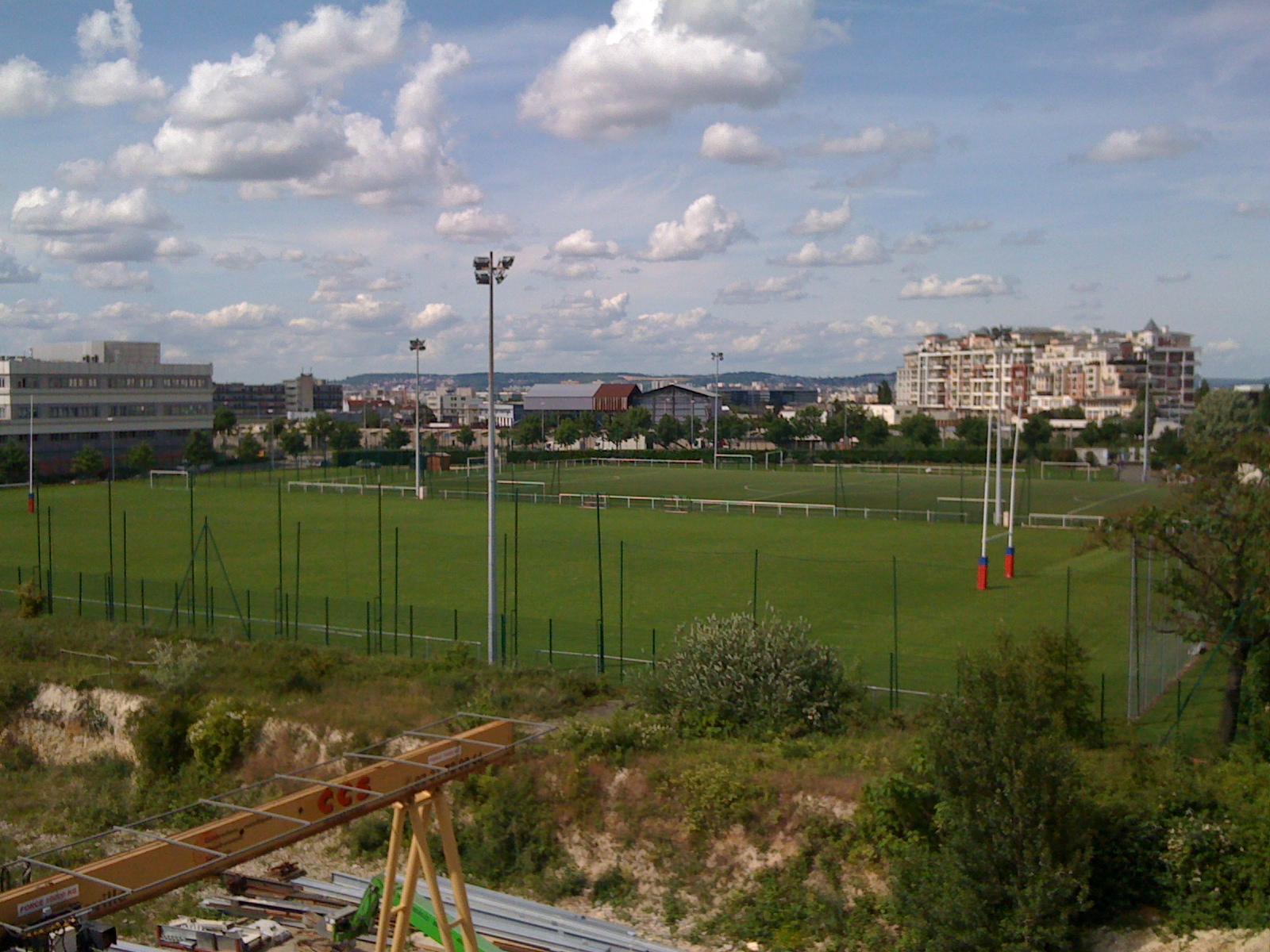
L'estadi dels Bouvets, ubicació del projecte el juny de 2010.

El propietari del projecte és Racing Arena, filial del holding Ovalto Investissement, creat per Jacky Lorenzetti, i l'Établissement public d'aménagement Seine-Arche (EPASA) a la ciutat de Nanterre. El projecte es troba al poliesportiu de Bouvets, als peus de l'Arc de la Défense. Tot i que s'espera que el 80 % de visitants arriben al recinte amb transport públic, el projecte inclou un aparcament amb 500 places. El febrer de 2011, l'arquitecte francès Christian de Portzamparc va ser escollit per crear l'Arena 92.
El centre Paris La Défense Arena està dissenyat com un recinte modular i versàtil capaç d'acollir 15.289 espectadors en la modalitat d'estadi de rugbi, i 40.000 espectadors en mode concert. Inicialment estava concebut per disposar d'un sostre retràctil, però finalment es va equipar amb un sostre permanent per poder acollir els partits de rugbi jugats sobre gespa artificial. L'elecció del sostre està vinculada a motius acústics: «El sistema d'obertura i tancament no hauria proporcionat prou segellat, a nivell de decibels, per respectar la tranquil·litat dels residents durant un concert dels Rolling Stones, per exemple» va afirmar l'arquitecte Christian de Portzamparc. També cal tenir en compte els locals comercials dins del recinte de l'estadi, així com 33.000 m² d'oficines.

#### Impacte al barri
Les aglomeracions dels dies feiners a La Défense estan gairebé cronometrades segons els horaris dels treballadors de la zona. Al barri, catalogat com a zona turística des del 2010, també hi ha nombrosos visitants els caps de setmana per gaudir de les vistes i dels comerços oberts principalment al Centre des nouvelles indusrtries et technologies (CNIT) o al centre comercial Quatre Temps. Al vespre, però, les aglomeracions són molt reduïdes, ja que només hi roman obert el cinema UGC Ciné Cité La Défense i els restaurants que l'envolten.
Amb el nombre limitat de partits de rugbi de la temporada del Campionat de França, que ofereix tretze partits a casa, l'arena i el club resident compten amb classificacions per a les fases finals del campionat i la Copa d'Europa de rugbi, aquest darrer oferint tres partits a casa durant la primera fase de grups.

#### Problemes sociopolítics
El projecte de l'estadi està defensat pel Consell Departamental dels Alts del Sena i l'ajuntament de Nanterre. El 29 juny de 2010 es va fer un primer pas administratiu: el consell municipal de Nanterre va emetre un dictamen favorable sobre el reconeixement de l'interès general sol·licitat pel prefecte d'Alts del Sena. Aquest dictamen va ser votat pel grup d'Iniciativa Comunista i Ciutadana, membre de la majoria municipal, i pel grup de l'oposició Unió per a un Moviment Popular - Unió dels Demòcrates i independents. Els altres grups de la majoria municipal (Socialista, MRC i Europe Ecology - Els Verds) van votar en contra.
La gestió del centre l'ha portat a terme el Racing Arena, una filial del holding Ovalto creat per Jacky Lorenzetti. El Racing Arena ha estat presidit successivament per Damien Rajot (director general del 2016 al 2020), Dominique Serieys (2 de setembre de 2019 - 30 de juny de 2022) i Frédéric Longupée (des de l'11 de juliol de 2022). Jean-François Lamour, doble campió olímpic d'esgrima i exministre de Joventut, Esports i Vida Comunitària, és vicepresident d'Ovalto i encarregat de coordinar les proves de natació per als Jocs Olímpics de 2024 que s'organitzen a la sala de Nanterre.
El 4 de novembre de 2011, el consistori municipal va votar la modificació del pla general d'ordenació urbana i de la llicència d'obres. Estava previst que els treballs comencessin el març de 2012, per lliurar-los el tercer trimestre de 2014. Però el projecte es va endarrerir: el setembre 2012, l'obra va ser bloquejada per un recurs presentat per una associació de veïns de la zona que temia la contaminació acústica dels milers d'espectadors que, després de partits i altres concerts, han de travessar a peu zones residencials per tornar als aparcaments i estacions (SNCF, RER i metro) de La Défense.
El 2 de desembre de 2013, Racing Metro va formalitzar l'inici de les obres amb l'anunci de la col·locació de la primera pedra el febrer 2014. El març de 2015, en una visita al diari L'Équipe, Jacky Lorenzetti va anunciar la finalització prevista de les obres per desembre de 2016, que elevaria la durada dels treballs a 37 mesos, des del seu inici el 2013. El 2 de maig de 2016, Racing va anunciar que l'obra s'endarreriria 9 mesos més i que finalment la inauguració estava prevista pel 30 de setembre de 2017.

#### Inauguració el 2017
El centre Paris La Défense Arena és, a dia de la seva inauguració, la sala d'espectacles més gran d'Europa, per davant de l'Olimpiisky de Moscou (35.000 places com a màxim) i molt per davant de l'Accor Arena (Palais omnisports de París-Bercy) que permet una capacitat de 20.300 places, així com l'estadi Pierre-Mauroy de Lilla que pot acollir 25.000 persones en la celebració de concerts. També és el segon pavelló més gran del món darrere del Philippine Arena. Està equipat amb 22 petits espais de restauració, 95 llotges privades i 1.800 espais reservats, i compta amb un dels murs de projecció més grans del món, amb una superfície de 1.500 m². La façana està coberta amb 592 escates gegants d'alumini i vidre il·luminades per 3.000 tires LED que poden variar de manera espectacular en 16 milions de colors.
El 25 de novembre de 2017, el partit de rugbi França-Japó va ser la primera competició organitzada dins del recinte. El Racing 92, el nou club resident, el va inaugurar el 23 de desembre de 2017 contra l'Stade Toulousaine, en partit del Top 14.
El juny 2018, l'estadi va ser rebatejat com a Paris La Défense Arena després de la signatura d'un contracte de denominació entre el recinte i el centre públic local Paris La Défense, mitjançant un contracte de 30 milions d'euros i per un termini de 10 anys.

## Esdeveniments

### Concerts
Aquest centre ha acollit diferents concerts des de la seva inauguració; Rolling Stones (2017); Roger Waters, Kendrick Lamar, Paul McCartney (2018), Mylène Farmer, Pink, Soprano, Patrick Bruel (2019); DJ Snake (2020); Genesis, Elton John, Iron Maiden (2022), Bruce Springsteen & E Street Band, The Who, Maroon 5, Guns N' Roses, Imagine Dragons (2023); Michel Sardou, Black Eyed Peas, Taylor Swift (2024).

### Reunions polítiques
El 2 d'abril de 2022, La Défense Arena va acollir l'únic miting d'Emmanuel Macron 8 dies abans de les eleccions presidencials franceses de 2022. A l'acte assistiren 30.000 persones, segons l'equip del candidat.

### Competicions esportives
Des del 2017, el recinte acull anualment el Supercross de Paris, un esdeveniment d'enduro indoor. A partir del desembre d'aquell any, Racing 92 juga els seus partits a casa en aquest pavelló.
El club de bàsquet de Nanterre, Nanterre 92, de vegades hi trasllada les seves competicions. L'11 de març de 2018, la sala va acollir el seu primer partit de bàsquetbol, amb motiu del cartell Nanterre 92 - ASVEL. El rècord d'assistència a un partit de bàsquet a França es va batre amb un total de 15.220 espectadors .

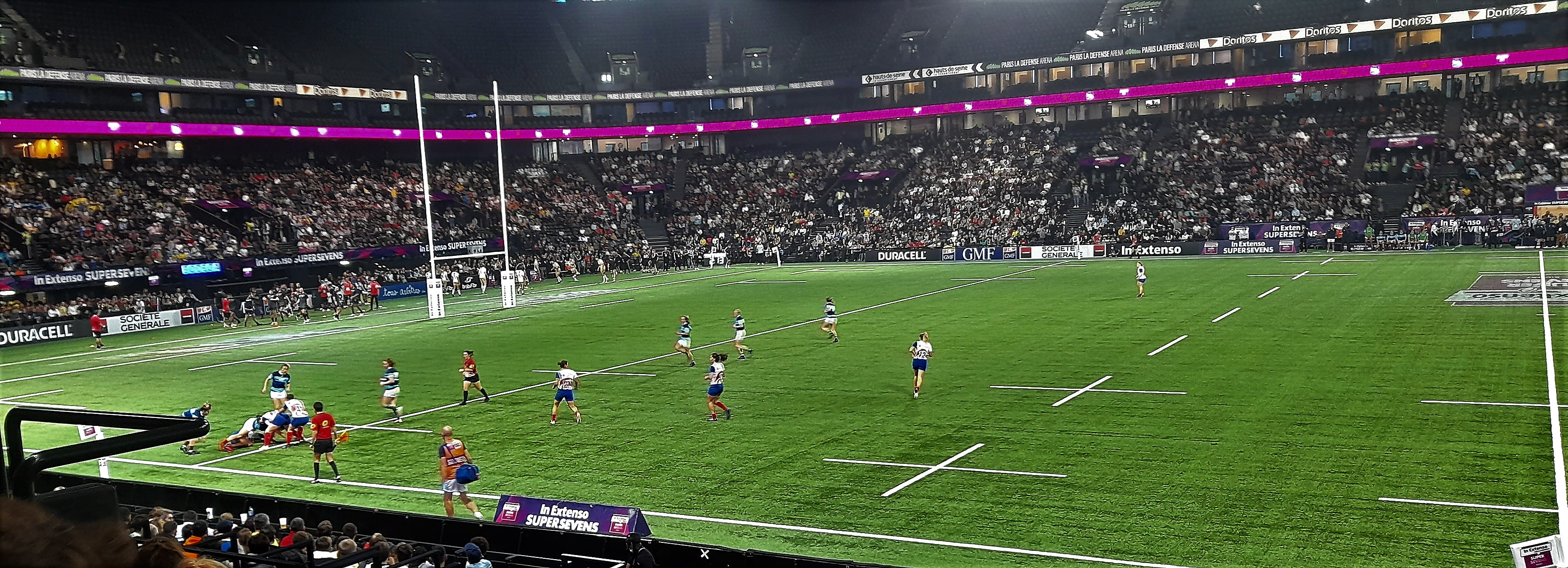
La selecció femenina de Rugbi VII de França contra el Barbarian Rugby Club al Supersevens del Paris La Défense Arena, el 13 de novembre de 2021.

El 31 de maig de 2019, Racing 92 no va poder jugar el seu play-off a casa del Top 14 contra l'Atlantique Stade Rochelais a l'Arena perquè la cantant Mylène Farmer l'havia reservat per als assaigs de la seva sèrie de concerts. El Racing 92 va haver de jugar aquest partit de fase final a l'estadi olímpic Yves-du-Manoir de Colombes.
Des del 2020, el Paris La Défense Arena també acull cada any la fase final dels Supersevens, una competició de rugbi a set professional organitzada per la National Rugby League.
L'any 2023, el Nanterre 92 va organitzar un nou matx contra l'ASVEL i va batre el seu propi rècord d'assistència a un partit de bàsquet a França, amb 16.319 espectadors.

## Jocs Olímpics i Paralímpics de 2024
Durant els Jocs Olímpics de París, el centre acollí les proves de natació i les fases finals de waterpolo, amb una capacitat de 15.000 espectadors. Durant els Jocs Paralímpics, acollirà les proves de natació.
A partir del 15 de maig de 2024, la sala es posa a disposició del Comitè Organitzador dels Jocs Olímpics i Paralímpics d'estiu de 2024 per a preparar les proves de natació dels Jocs Olímpics d'estiu de 2024.
Es van construir tres piscines de 50 metres a l'empresa italiana Myrtha Pools. Després de les competicions, les piscines seran reutilitzades a Pierreffite, Bagnolet i Sevran. A La Défense Arena s'hi han instal·lat dues piscines de 50 x 25 metres i 2,15 metres de profunditat, una per a les proves olímpiques i una altra per a l'entrenament d'esportistes.
El recinte va acollir les proves de natació del 27 juliol al 9 agost. Els darrers sis partits de la primera volta i la fase final del torneig de waterpolo masculí tenen lloc del 11 agost mentre que la fase final del torneig de waterpolo femení es fa en paral·lel del 10 agost 2024. Finalment, les proves de natació per als Jocs Paralímpics d'estiu de 2024 tenen lloc del 29 d'agost al 7 de setembre de 2024.

## Accés

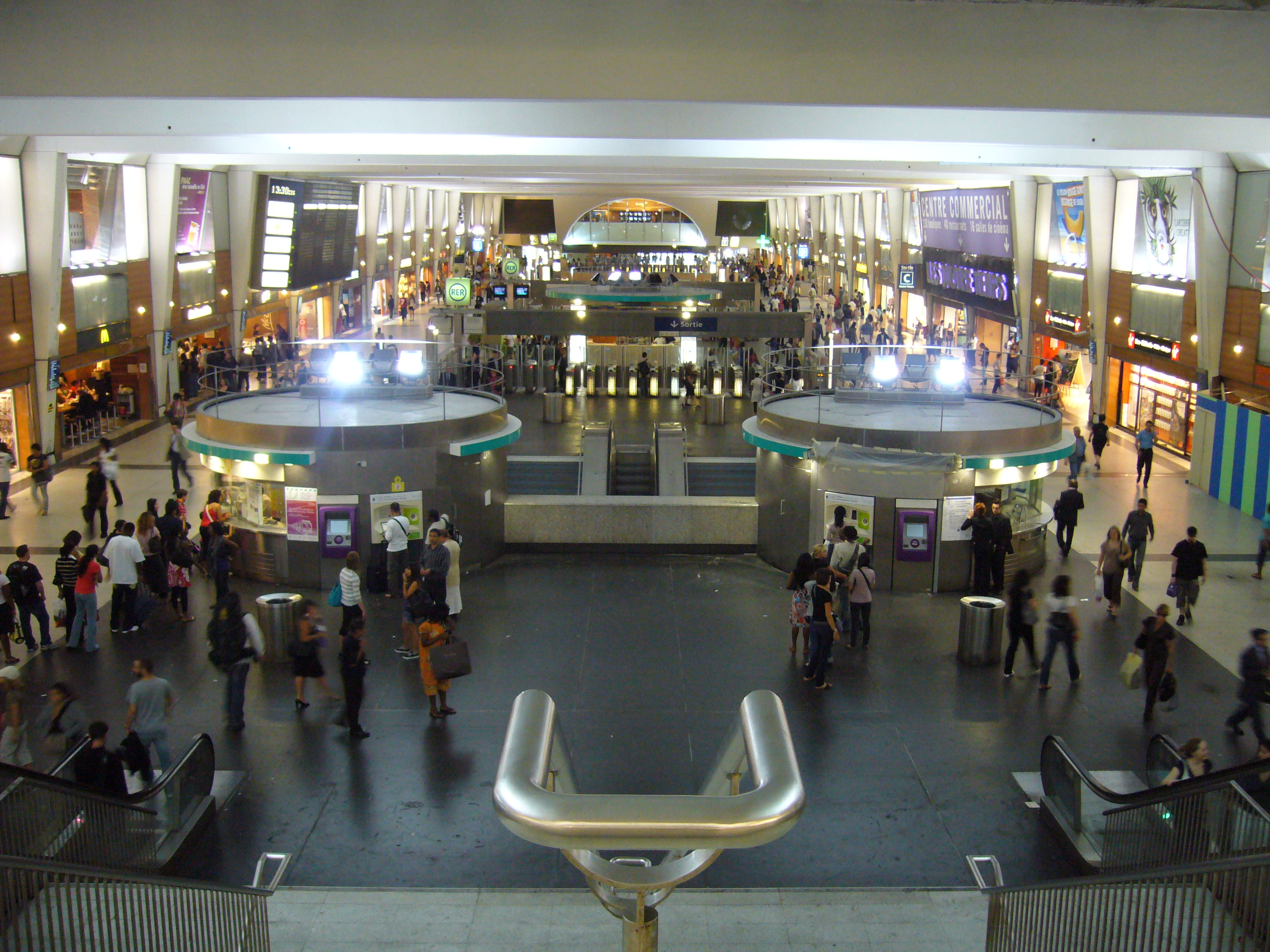
Estació de La Défense.

Les dues estacions més properes a Paris La Défense Arena són Nanterre-Préfecture, de la linia RER A, a 400 metres, i Nanterre-La-Folie, de la línia RER E, situada ben a prop de l'estadi, just a l'altre costat del Boulevard de La Défense. El pavelló també es troba a 800 metres del nucli de transport de La Défense de la línia RER A, el RER E, les Transilien L i U, la línia 1 de metro i la línia de tramvia T2.
La connexió amb el RER E, inaugurat a la primavera de 2024 per als Jocs Olímpics i Paralímpics de 2024, és parcial: el servei només s'ofereix durant les hores de baixa intensitat en forma de llançadora entre Nanterre-La-Folie i Magenta - Gare du Nord amb una freqüència reduïda. El funcionament complet amb totes les frequéncies RER E al servei de Nanterre està previst per a finals de 2024. La posada en funcionament definitiva de l'ampliació del RER E a Mantes-la-Jolie està prevista per al 2026. El centre Paris La Défense Arena també permet accedir-hi per la línia 15 de metro o també per una prolongació d'una estació de la línia 1 (en estudi).
Pel que fa a l'accés dels automòbils, Paris La Défense Arena es troba entre les dues vies de circumval·lació principals d'Illa-de-France: la circumval·lació de París i l'A86 (súper circumval·lació de París), pràcticament a sobre de l'A14.

## Galeria

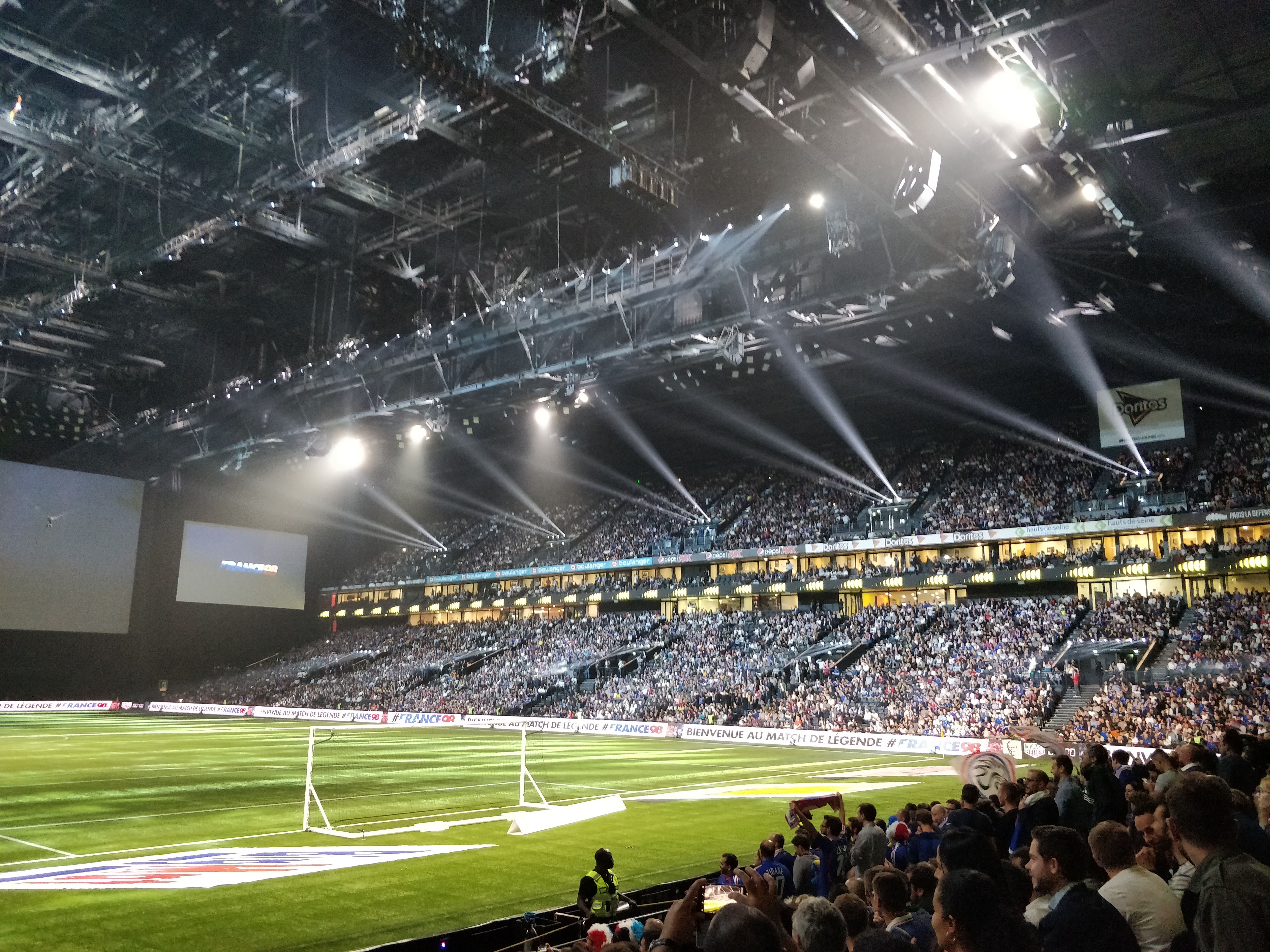
Paris La Défense Arena al juny de 2018.
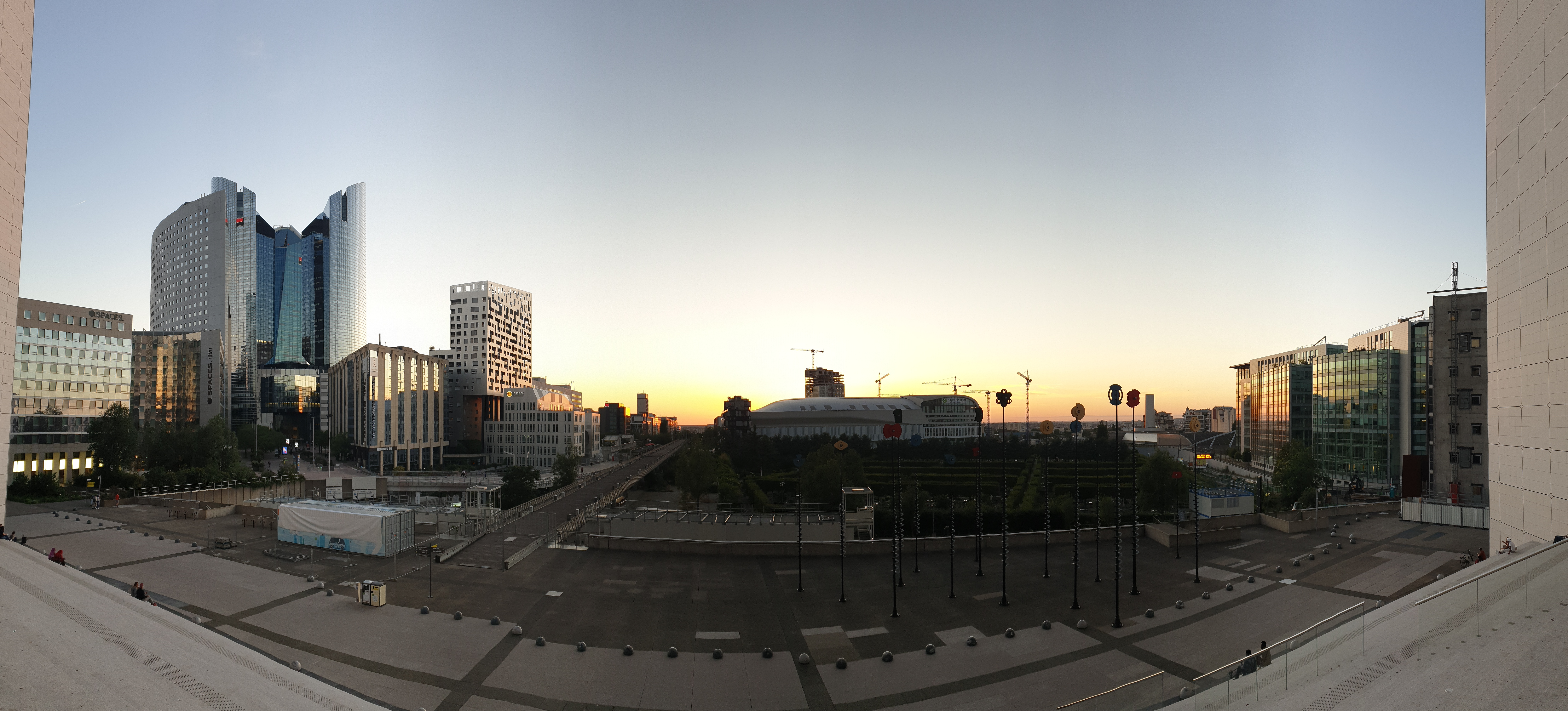
Vista de la part oest del Gran Arc al juliol de 2020 ; al centre : l'estadi Paris La Défense Arena.